# 西区中学枪击案
西区中学枪击事件是1998年3月24日发生在阿肯色州琼斯伯勒市附近未建制的克雷格黑德县西区中学的大规模枪击事件。13岁的米切尔·约翰逊和11岁的安德鲁·戈尔登向学校开枪，用多件武器射杀了5人，两人在试图逃离现场时被捕。另有十人受伤。戈尔登和约翰逊被判犯有5宗谋杀罪和10宗袭击罪，并被监禁至年满21岁。继1992年加利福尼亚州奥利赫斯特林德赫斯特高中枪击事件造成四人死亡之后，这场大屠杀成为美国当代历史上最致命的非大学校园枪击事件，直到1999年4月发生哥伦拜恩高中大屠杀。截至2024年，该事件是美国历史上最严重的中学大规模枪击事件。